# Tovell
Tovell je lahko:
- Raymond Walter Tovell, general
- Daniel Massey Tovell, igralec
- Nikki Tovell, igralka in model